# Пічугіно
Пічу́гіно — вантажно-пасажирська залізнична станція Криворізької дирекції Придніпровської залізниці на лінії Верхівцеве — Кривий Ріг-Головний.
Розташована в селищі Пичугине Криворізького району Дніпропетровської області на схід від міста Кривий Ріг між станціями Приворот (8 км) та Кривий Ріг-Сортувальний (7 км).

## Історичні відомості
Назву станція отримала від прізвища місцевої поміщиці Пічугіної.
За даними на 1900 рік завантаження на станції сягало 500 тис. пудів, переважно зерна.

## Сучасний стан
На станції зупиняються електропоїзди сполучення Дніпро — Кривий Ріг.